# 李庄镇 (封丘县)
李庄乡，是中华人民共和国河南省新乡市封丘县下辖的一个乡镇级行政单位。

## 行政区划
李庄乡下辖以下地区：
李庄村、苦庄村、竹岗村、俄湾村、贯台村、海庄村、薛郭庄村、张曹村、南曹村、前辛庄村、后辛庄村、朱占村、堤湾村、常占村、常西村、常东村、姚庄村、张庄村、顺河集村、三刘占村、潘占村和刘庄村。